# Devagiri Yellapur, Haveri
Devagiri Yellapur là một làng thuộc tehsil Haveri, huyện Haveri, bang Karnataka, Ấn Độ.